# Onthophagus loricatus
Onthophagus loricatus là một loài bọ cánh cứng trong họ Bọ hung (Scarabaeidae).